# Марија Градец
Марија Градец (словен. Marija Gradec) је насељено место у општини Лашко, Савињска регија, Словенија.

## Историја
До територијалне реорганизације у Словенији била је у саставу старе општине Лашко.

## Становништво
У попису становништва из 2011. године, Марија Градец је имала 256 становника.
| Број становника према пописима | Број становника према пописима | Број становника према пописима |
| ------------------------------ | ------------------------------ | ------------------------------ |
| 1991                           | 2002                           | 2011                           |
| 280                            | 268                            | 256                            |

Напомена: Године 1963. умањено за део насеља који је припојен насељу Лашко.